# Scioglyptis chionomera
Espèce
Scioglyptis chionomera est une espèce de lépidoptères (papillons) de la famille des Geometridae et qui est endémique d'Australie.